# Alan Frank Guttmacher
Alan Frank Guttmacher (geb. 19. Mai 1898 in Baltimore, Maryland; gest. 18. März 1974 in New York, New York) war ein US-amerikanischer Gynäkologe und Geburtshelfer.
Guttmacher galt als Befürworter eines weltweit sicher gewährleisteten Zugangs zur Empfängnisverhütung und zu fachgerecht durchgeführten Schwangerschaftsabbrüchen. Er war vor allem für seine Arbeit in der Organisation Planned Parenthood bekannt. Zwischen 1962 und 1974 war er (als Nachfolger von Margaret Sanger) Präsident der US-amerikanischen Unterorganisation. Auf ihn geht die Gründung des Center for Family Planning Program Development zurück, das heute seinen Namen trägt: Guttmacher Institute.

## Leben
Guttmacher war der Sohn von Rabbi Adolf Guttmacher und Laura (Oppenheimer oder Guggenheimer) Guttmacher. Er erwarb 1919 an der Johns Hopkins University einen Bachelor und 1923 einen M.D. als Abschluss des Medizinstudiums. Er arbeitete an der Johns Hopkins University als Instructor für Anatomie, anschließend an der University of Rochester. Gleichzeitig absolvierte er am Johns Hopkins Hospital und dem Mount Sinai Hospital seine Facharztausbildung in Gynäkologie und Geburtshilfe. Das Erlebnis, eine Frau nach missglückter Abtreibung sterben sehen zu müssen, prägte seine spätere ärztliche Tätigkeit. Seit 1939 hatte er eine Professur für Gynäkologie und Geburtshilfe an der Johns Hopkins University inne, 1952 übernahm er eine entsprechende Professur an der Columbia University. 1962 wurde er Direktor der Planned Parenthood Federation of America, von 1964 bis 1968 war er Leiter des medizinischen Beirats der International Planned Parenthood Federation.
1947 erhielt Guttmacher den Albert Lasker Award der Planned Parenthood — World Population. 1970 erhielt er Ehrendoktorate der Brandeis University und des Dartmouth College. 1971 wurde er zum Mitglied der American Academy of Arts and Sciences gewählt. Laut Datenbank Scopus, die Zitationen überwiegend erst aus der Zeit nach den 1970er Jahren erfasst, hat Guttmacher (Stand Juni 2021) einen h-Index von 10.
Alan F. Guttmacher war seit 1925 mit Leonore Gidding verheiratet. Das Paar hatte drei Töchter. Guttmacher starb an den Folgen einer Leukämie. Sein Grab befindet sich auf dem Baltimore Hebrew Cemetery. Alan F. Guttmacher hatte einen eineiigen Zwilling, Manfred Guttmacher (gest. 1967), Psychiater und ebenfalls Unterstützer des Zugangs zu Geburtenkontrolle.

## Schriften (Auswahl)
- Life in the Making, 1933
- Into This Universe, 1937
- Having a Baby, 1950
- Babies by Choice or by Chance, 1959
- Medical, Surgical an Gynecological Complications of Pregnancy, 1960
- Complete Book of Birth Control, 1961
- Pregnancy and Birth, 1962
- Planning your Family, 1965
- Familien-Planung in der Praxis: Kinderzahl nach freier Wahl, 1966
- Birth Control and Love, 1969
- Die Praxis der Geburtenkontrolle, 1969
- Understanding Sex, 1970